# がんばれ!ザスパ草津
『がんばれ!ザスパ草津』（がんばれ ザスパくさつ）は、2005年度に群馬テレビで放送されていたザスパ草津関連の情報番組である。
原則としてザスパホームゲーム開催前日の夜と当日の午前のみの放送で、当時『ふるさとの富士』→『四季のことば』が放送されていた金曜 22:00 - 22:15 と土曜 10:30 - 10:45 （日本標準時）の2枠を使って放送された。内容は、試合の直前情報とチームからの告知が中心であった。
2007年からは、替わって木曜22:00枠で30分のレギュラー番組『DASH!ザスパ』が放送された。